# Газотранспортна система Росії

Існуючі та заплановані газопроводи Росія-Європа

Газотранспортна система Росії — сукупність розташованих на території Росії газопроводів і пов'язаних з ними споруд, що забезпечує транспортування  природного газу від місць його видобутку споживачам, включаючи експортні поставки. До складу газотранспортної системи входять магістральні газопроводи, розподільчі газопроводи, газопроводи-перемички, підводи і відводи. Функціонування газопроводів забезпечують газоперекачувальні  компресорні станції,  газорозподільні станції і  газорегуляторні пункти. Загальна протяжність газопроводів на території Росії становить 172,6 тис. км, перекачування газу забезпечують 254 компресорні станції загальною потужністю 47,1 тис. МВт (в частині об'єктів, що належать ПАТ «Газпром»). У 2018 році в газотранспортну систему «Газпрому» на території Росії надійшло 693,1 млрд м3 газу.
Майже всі об'єкти газотранспортної системи Росії належать ПАТ «Газпром». Існує також ряд газопроводів, які не пов'язані з єдиною газотранспортною системою і належать іншим власникам. Зокрема, АТ «Сахатранснефтегаз» експлуатує магістральні і розподільчі газопроводи в  Якутії загальною протяжністю 7041 км. ПАТ «Роснефть» належить газопровід Оха — Комсомольськ-на-Амурі, ТОВ «Сибнефть-Чукотка» — газопровід в  Чукотському АО, АТ «Норильськгазпром» — газопроводи в районі Норильська.

## Найбільші магістральні газопроводи Росії
- Ямал - Європа

Забезпечує експортні поставки газу з родовищ  Західного Сибіру в країни  Східної і  Західної Європи через Білорусь. Російська частина газопроводу починається в  Торжку, має довжину 402 км. Діаметр труб — 1420 мм. Проектна потужність — 32,9 млрд м³ на рік. Введено в експлуатацію в 1999—2006 роках.
- Уренгой - Помари - Ужгород

Забезпечує експортні поставки газу з родовищ Західного Сибіру в країни Східної і Західної Європи через  Україну. Довжина російської ділянки — 3291 км. Діаметр труб — 1420 мм. Проектна потужність — 32 млрд м³ на рік. Введено в експлуатацію в 1983 році.
- Бованенково — Ухта (дві нитки)

Забезпечує транспортування газу з родовищ Ямалу. Складається з двох ниток (черг) довжиною близько 1200 км кожна. Діаметр труб — 1420 мм, тиск газу — 120 атм. Проектна потужність — 115 млрд м³ на рік. Введено в експлуатацію в 2012 році (перша черга) та у 2017 році (друга черга).
- Сахалін - Хабаровськ - Владивосток

Забезпечує транспортування газу з родовищ Сахаліну в  Хабаровський і  Приморський краї. Довжина газопроводу — понад 1800 км, тиск — 100 атм. Діаметр труб — 1220 мм і 700 мм. Проектна потужність першої черги — 5,5 млрд м³ на рік. Введено в експлуатацію в 2011 році.
- Північні райони Тюменської області — Торжок

Забезпечує транспортування газу з родовищ  Тюменської області в центр  Європейської частини Росії і далі споживачам Північно-Західного регіону, а також для заповнення експортного газопроводу «Ямал-Європа». Довжина газопроводу — 2200 км. Проектна потужність на різних ділянках — 20,5-28,5 млрд м³ ні рік. Введено в експлуатацію в 2006—2012 роках.
- Ухта-Грязовець (2 нитки)

Забезпечує транспортування газу з родовищ Ямалу і Західного Сибіру в центр Європейської частини Росії і далі споживачам Центру і Північно-Західного регіону, а також на експорт. Складається з двох ниток довжиною 970 км кожна. Діаметр труб — 1420 мм, тиск газу — 100 атм. Проектна потужність — 90 млрд м³ на рік. Введено в експлуатацію в 2012 році (перша черга) та в 2018 році (друга черга).
- Грязовець — Виборг

Є сухопутною частиною газопроводу «Північний потік». Довжина — 900 км, діаметр труб — 1420 мм, тиск газу — 100 атм. Проектна потужність — 55 млрд м³ на рік. Введено в експлуатацію в 2011—2013 роках.
- Уренгой — Центр (2 нитки)

Дві нитки довжиною 3211 і 3035 км відповідно. Діаметр труб — 1420 мм, тиск газу — 75 атм. Введено в експлуатацію в 1983—1984 роках.
- Ямбург — Єлець (2 нитки)

Дві нитки довжиною по 3146 км. Діаметр труб — 1420 мм, тиск газу — 75 атм. Введено в експлуатацію в 1986—1987 роках.
- Ямбург — Західний кордон («Прогрес»)

Забезпечує експортні поставки в Європу через Україну. Довжина 4366 км (включаючи ділянку на території України). Діаметр труб — 1420 мм, тиск газу — 75 атм. Введено в експлуатацію в 1987 році.
- Оренбург — Західний кордон («Союз»)

Забезпечує експортні поставки в Європу через Україну. Довжина 2677 км (включаючи ділянки на території Казахстану і України). Діаметр труб — 1420 мм, тиск газу — 75 атм. Введено в експлуатацію в 1980 році.
- Ямбург — Тула (2 нитки)

Дві нитки довжиною 2946 і 2146 км. Діаметр труб — 1420 мм, тиск газу — 75 атм. Введено в експлуатацію в 1988-89 роках.
- Ямбург — Поволжя.

Довжина 2730 км. Діаметр труб — 1420 мм, тиск газу — 75 атм. Введено в експлуатацію в 1990 році.
- Уренгой — Петровськ

Довжина 3000 км. Діаметр труб — 1420 мм, тиск газу — 75 атм. Введено в експлуатацію в 1983 році.
- Уренгой — Новопсков

Довжина 3609 км. Діаметр труб — 1420 мм, тиск газу — 75 атм. Введено в експлуатацію в 1983 році.
- Сила Сибіру (будується)

Повинен забезпечувати поставку газу  Чаяндинського і  Ковиктинського родовищ споживачам  Далекого Сходу Росії, а також на експорт в Китай. Довжина близько 3000 км. Діаметр труб — 1420 мм, тиск газу — 100 атм. Введення в експлуатацію заплановано на кінець 2019 року

## Ресурси Інтернету
- Єдина система газопостачання і ВАТ «Газпром». Група ЕРТА. Архів оригіналу за 8 січня 2022. Процитовано 22 вересня 2019.
- Газотранспортна система (ГТС). Neftegaz.ru. Архів оригіналу за 22 вересня 2019. Процитовано 22 вересня 2019.